# Too Hot to Handle: Italia
La prima edizione di Too Hot to Handle: Italia è andata in onda il 18 luglio 2025 per un totale di 8 episodi pubblicati da Netflix.
La stagione era prevista per il rilascio già il 9 maggio, ma a causa di una sovrapposizione tra il reality e L'isola dei famosi (al quale poi lei non partecipò) della concorrente Ibiza Altea, annunciata come parte del cast per entrambi, Netflix ha dovuto posticipare la data di uscita.
La finale ha visto come vincitore un unico concorrente dopo la decisione di Lana di assegnare il montepremi ad una singola persona.

## Concorrenti
In tabella i nomi dei concorrenti annunciati e presenti, l'età è riferita al momento dell'ingresso nella serie.
| Concorrente         | Età | Professione                 | Luogo di nascita      | Puntate | Stato     |
| ------------------- | --- | --------------------------- | --------------------- | ------- | --------- |
| Daniele Iaià        | 20  | Musicista                   | Roma                  | 1-8     | Vincitore |
| Alessia Toso        | 24  | Ballerina, cantante         | Camposampiero         | 1-8     | Finalisti |
| Carlotta Cocins     | 28  | Architetta, personaggio tv  | Roma                  | 1-8     | Finalisti |
| Alessandro Varsi    | 22  | Ristoratore                 | Roma                  | 1-8     | Finalisti |
| Evissa Ibiza Altea  | 24  | Modella, influencer         | Atlanta               | 1-8     | Finalisti |
| Jacopo Tommasini    | 28  | Fotografo, regista          | San Daniele           | 1-8     | Finalisti |
| Klodian Mihaj       | 25  | Manager di ristorante       | Venezia               | 1-8     | Finalisti |
| Michelle Veronesi   | 19  | Modella                     | Milano                | 1-8     | Finalisti |
| Maurilio La Barbera | 32  | Imprenditore, ex calciatore | Palermo               | 1-8     | Finalisti |
| Yomely Fernandez    | 24  | Modella, influencer         | Repubblica Dominicana | 4-8     | Finalisti |
| Giovanni Casale     | 30  | Sommelier                   | Modena                | 5-7     | Eliminati |
| Federica Nesti      | 25  | Estetista, influencer       | Cecina                | 1-5     | Eliminati |
| Simone Coppola      | 30  | Ristoratore, personaggio tv | Puglia                | 4-5     | Eliminati |

## Puntate
| Puntata | Titolo                      | Montepremi | Data di distribuzione |
| ------- | --------------------------- | ---------- | --------------------- |
| 1       | "...Alla fine arriva Lana!" | 100.000 €  | 18 luglio 2025        |
| 2       | "Questione di mindset"      | 91.000 €   | 18 luglio 2025        |
| 3       | "L'urlo di Klodian"         | 62.000 €   | 18 luglio 2025        |
| 4       | "Turbolenze in arrivo"      | 68.000 €   | 18 luglio 2025        |
| 5       | "Una suite per salvarsi"    | 47.000 €   | 18 luglio 2025        |
| 6       | "Los tormentos de Yomeli"   | 37.000 €   | 18 luglio 2025        |
| 7       | "Ti fidi di me?"            | 67.000 €   | 18 luglio 2025        |
| 8       | "Lana piena"                | 62.000 €   | 18 luglio 2025        |